# Weinsuppe
Weinsuppe (mhd. wînsuppe, mnd. wynsoppe, mndl. wijnsoppe) ist eine aus Wein hergestellte Suppe – ein Gericht, das seit Jahrhunderten bekannt ist. Die lateinische Bezeichnung war intritum, was Eingebrocktes (in Milch, Suppe, Wein etc.) bedeutet. Abwandlungen der mehrheitlich süßlichen Suppen waren auch klare neben legierten Zubereitungen, meist aus Weißwein hergestellt, seltener auch aus Rotwein. Frisches oder geröstetes Brot wird oft als Einlage gewählt.

## Österreich
Ein Rezept für eine mit Eidotter, süßem Rahm, Muskatblüte und Safran verfeinerte Weinsuppe wurde bereits im Jahr 1688 im Gräzer Koch und Arzneybuch unter der Beschreibung „Wein-Suppen zu machen“ veröffentlicht. Franz Maier-Bruck sammelte Weinsuppen-Rezepte in Tirol, Burgenland und Steiermark. Die steirische Weinsuppe wird mit einer hohen Menge Eidotter je Liter Wein hergestellt, gewürzt mit Zucker, Zimt und Zitronenschale, dazu in Butter geröstete Semmelschnitte. Die burgenländische Weinsuppe aus Weißwein wird mit Dotter, Stärkemehl und Butter legiert, mit Zucker, Zimt und Gewürznelken gewürzt. Die Suppeneinlage variiert von (gebähten) Semmelschnitten, Suppennudeln, Grießnockerln, (Heidenmehl-)Knödel, Paundlknödl aus Bohnenmehl zu Schusternockerln (Schuastanouckal).

## Terlaner Weinsuppe
Die Terlaner Weinsuppe wurde 1966 anlässlich der ersten Südtiroler Spezialitätenwochen in Berlin präsentiert, als Südtiroler Gastronomen alte Rezepte verfeinert und die Terlaner Weinsuppe kreiert hatten. Dieses eine Mal fand ein gemeinsamer Auftritt der Nord- und Südtiroler Starköche statt. Weitere kulinarische Vorstellungen der Südtiroler Spezialitätenwochen gab es seither regelmäßig in deutschen und italienischen Städten.
Aus Fleischsuppe und Terlaner Weißwein wird eine Weinschaumsuppe hergestellt, die mit Eigelb und Obers verfeinert, mit Zimt und Muskatnuss gewürzt, und mit in Butter gebratenen Brotwürfeln von einer altbackenen Semmel serviert wird.

## Rheinische Weinsuppe
Rheinische Weinsuppe, aus Wein, Wasser, Sahne mit Zimt und ungespritzter Zitronenschale gekocht, wird mit Stärke gebunden, dazu Grießklößchen.

## Geschichte
Weinsuppe soll es schon zu Zeiten der Römer und Galater gegeben haben. Weinsuppen wurden früher als kräftigende Speise für Kranke und besonders für Wöchnerinnen zubereitet, so schon empfohlen in der deutschen Handschrift „Tegernseer Kochbüchlein“ aus dem 15. Jahrhundert oder im „Ain künstlichs und nutzlichs Kochbuch“ aus dem Jahr 1547.